# Івановська (Колензьке сільське поселення)
Іва́новська (рос. Ивановская) — присілок у складі Верховазького району Вологодської області, Росія. Входить до складу Колензького сільського поселення.

## Населення
Населення — 17 осіб (2010; 22 у 2002).
Національний склад (станом на 2002 рік):
- росіяни — 100 %